# Tysklands genforening
 "Tysklands samling" omdirigeres hertil. For andre betydninger af Tysklands samling, se Tysklands samling 1871.
Tysklands genforening betegner Tysklands genforening efter den opsplitning af landet som fandt sted efter Anden Verdenskrig. Genforeningen skete officielt den 3. oktober 1990 og bestod af indlemmelsen af Østtyskland (DDR) i Vesttyskland (BRD). Genforeningsprocessen started med Berlinmurens fald i slutningen af 1989.
De Allierede og vindende magter i kampen mod Hitlers nazistiske Tyskland under Anden Verdenskrig (USSR, UK, USA og Frankrig) havde ved en række internationale konferencer aftalt at oprette et afmilitariseret og demokratisk Tyskland efter krigen. Krigen blev afsluttet 8. maj 1945 med Nazi-Tysklands betingelsesløse overgivelse, men på grund af uoverensstemmelser og udviklingen af Den Kolde Krig, forblev Tyskland besat og splittet, og i 1949 blev Vesttyskland (BRD) og herefter Østtyskland (DDR) oprettet.

## Forhistorie

### Den tyske deling (1945–1949)
Efter 2. verdenskrig blev Tyskland delt af de Allierede (USSR, USA, UK og Frankrig) i besættelseszoner. Det var planen og aftalen at et nyt afmilitariseret og demokratisk efterkrigs-Tyskland skulle bygges op ved et allieret samarbejde, men stridigheder, uoverensstemmelser og udviklingen i Den Kolde Krig afbrød det samarbejde og Tyskland blev formelt splittet da Forbundsrepublikken Tyskland (BRD, eller blot Vesttyskland) blev oprettet af USA, UK og Frankrig den 23. maj 1949. Kort efter, den 7. oktober 1949, fulgte oprettelsen af Den Tyske Demokratiske Republik (DDR eller blot Østtyskland).

### Vesttyskland og Østtyskland (1949–1989)
I 1949 blev den tyske stat reorganiseret i de vestlige zoner, der erklærede sig som statsretslig identisk med Det tyske rige og den eneste lovlige tyske stat. Denne stat blev kendt som Vesttyskland. I den midterste sovjetiske zone blev en ny stat, Den tyske demokratiske Republik (DDR), grundlagt. De østlige dele af det besatte Tyskland blev de facto annekteret af Folkerepublikken Polen og Sovjetunionen. Det blev derfor uden for Tyskland kendt som Den tyske demokratiske Republik, Østtyskland, en betegnelse som alligevel blev undgået i Vesttyskland. Byen Berlin blev også delt i besættelsessektorer, men lå omsluttet af DDR's territorium. Den vestlige del af byen blev kontrolleret af Vestmagterne og fungerede de facto som en del af Vesttyskland.
Vesttyskland samarbejdede nært med USA og de andre vestmagter og blev en demokratisk stat med en social markedsøkonomi. Under Konrad Adenauers kristeligdemokratiske regering blev Vesttyskland hurtigt genopbygget og oplevede enorm økonomisk vækst (Wirtschaftswunder), som førte til, at Vesttyskland hurtigt var blevet Europas største økonomi. Vesttyskland blev medlem af det vestlige forsvarssamarbejde NATO i 1955, samme år som staten genoprustede, og var sammen med Frankrig, Italien og Benelux-landene en af grundlæggerne af det, som udviklede sig til at blive Den europæiske Union.
Den tyske demokratiske Republik, DDR, var et totalitært kommunistisk diktatur styret af SED og i realiteten en sovjetisk satellitstat i lighed med Polen, Ungarn og Tjekkoslovakiet. DDR blev medlem af Warszawapagten. Overvågningspolitiet Stasi overvågede alle sider af borgernes liv. Staten havde en kommunistisk kommandoøkonomi.
Tyskland blev et af de vigtigste konfliktområder under den kolde krig, fordi "Jerntæppet" gik tværs gennem landet. Begge stater opretholdt et stort forsvar, og grænsen mellem dem var den bedst bevogtede grænse i verden. DDR byggede fra begyndelsen af 1960'erne Berlinmuren for at forhindre sine egne borgere i at undslippe regimet.
Forholdet mellem staterne var meget fjendtligt, og Vesttyskland anerkendte ikke DDR og førte en sanktionspolitik mod stater, som gjorde det, frem til begyndelsen af 1970'erne. De fleste af Vesttysklands allierede valgte derfor også at anerkende Vesttyskland som den eneste lovlige tyske stat. Med Willy Brandts nye østpolitik fandt der en vis afspænding sted i forholdet mellem staterne, uden at det indebar nogen ændring af forholdene for indbyggerne i DDR.

### Økonomisk og politisk nedgang i DDR
Årene mellem 1982 og 1989 blev i DDR præget af en stadig mere prekær økonomisk situation. Staten var i realiteten bankerot, og både det politiske og det økonomiske system havde i manges øjne spillet fallit. I denne periode opstod flere borgerrets- og menneskerettighedsgrupper, som gik ind for mere politisk frihed. Antallet af mennesker, som ikke troede på kommunisternes evne til reform eller på DDR`s eksistensberettigelse, voksede.
Forskere har peget på en række hovedgrunde til denne udvikling i DDR:
- manglende respekt for borgerrettigheder som ytrings-, rejse- og demonstrationsfrihed
- statslig undertrykkelse, særlig Stasis overvågningssamfund
- systematisk valgfusk — der blev afholdt valg i DDR, men de var ikke demokratiske
- krise i DDRs planøkonomi, omfattende varemangel, embargopolitik
- SEDs manglende reformvilje (i modsætning til det sovjetiske kommunistparti)
- en lignende udvikling i de kommunistiske nabolande
- truslen om sammenbrud i statens finanser

DDRs fald blev også fremskyndet af ydre forhold, specielt den sovjetiske reformpolitik (glasnost og perestrojka) under Mikhail Gorbatjov. 6. juli 1989 afviste Gorbatjov at gribe ind militært mod uroligheder i DDR, og SED-regimet som var baseret på sovjetisk våbenmagt, mistede dermed sin eksistensgaranti.
DDR-regeringen forsøgte at afværge en tilspidsning af situationen gennem at komme folket delvis i møde, f.eks. gennem nye rejsebestemmelser. Disse tiltag var imidlertid helt utilstrækkelige. Samtidig insisterede regimet på at opretholde gamle mønstre og planlagde en pompøs fejring af 40-årsdagen for DDR`s eksistens til trods for de omfattende protester i hele landet. Så sent som i 1989 sagde statsrådsformand Erich Honecker også, at Berlinmuren ville stå i hundrede år til.

## Tidlig fase

### Masseflugt af DDR-borgere (sommeren 1989)
2. maj 1989 begyndte Ungarn at nedrive grænsebefæstningerne mod Østrig. Flere hundrede DDR-borgere flygtede da gennem det kommunistiske Ungarn til Vesten. Samtidig begav mange sig til de vesttyske ambassader i Budapest, Prag og Warszawa og den vesttyske repræsentation i Østberlin for at få vesttyske rejsepapirer. De overfyldte ambassader måtte lukke i månedsskiftet mellem august og september. 19. august kom der i forbindelse med den paneuropæiske picknick en masseflugt af DDR-borgere til Østrig; i slutningen af august begyndte den bayerske regering at gøre forberedelser til at bygge flygtningelejre. 23. august fik flygtningene i Budapest og 30. september flygtningene i Prag og Warszawa lov at rejse til Vesttyskland. De blev i begyndelsen af oktober sendt i låste specialtog i transit gennem DDR-territorium. Under gennemrejsen blev jernbanestationer afspærret, eftersom stadig flere mennesker forsøgte at hoppe på togene. Ved centralbanestationen i Dresden kom det til alvorlige kampe mellem demonstranter og sikkerhedspolitiet.

### Demonstrationer i DDR, borgerbevægelser
I DDR kom der stadig flere omfattende demonstrationer, specielt de såkaldte "mandagsdemonstrationer", som fandt sted ugentligt fra 4. september i Leipzig. 9. oktober deltog 70.000 mennesker i en mandagsdemonstration og råbte for første gang slagordet Wir sind das Volk (vi er folket).

### DDRs 40-årsjubilæum (7. oktober 1989)
Trods protesterne planlagde DDR-regeringen under Erich Honecker en voldsom fejring af DDR`s 40-års jubilæum i Berlin i 1989. Fejringen var tænkt som en magtdemonstration fra kommunistregimet og blev opfattet som meget upassende af mange indbyggere. Demonstranterne blev ved magt holdt væk fra de officielle parader.
Gorbatjov antydede overfor Honecker 5. oktober 1989, at han mente, tiden var overmoden for reformer i DDR, men gjorde det også klart, at SED-regimet ikke længere kunne regne med hjælp fra Sovjetunionen. Gorbatjov sagde til Honecker: "Jeg tror, at farer kun venter på de, som ikke reagerer på livet".
Situationen førte til strid i SED-ledelsen om, hvordan regimet skulle reagere. 18. oktober trådte Erich Honecker efter opfordring fra politbureauet tilbage fra alle politiske hverv "af helbredsårsager", og blev takket for sit "politiske livsværk". Hans efterfølger blev Egon Krenz. I november blev der dannet et nyt politbureau, og Hans Modrow blev valgt til ny formand for ministerrådet. Disse ændringer og reformer kunne imidlertid ikke standse oprøret i befolkningen.

## Murens fald (9. november 1989)
Fra 3. november kunne DDR-borgere uden formaliteter udvandre over Tjekkoslovakiet, og der kom en ny flugtbølge. 4. november fandt den største demonstration i DDR`s eksistens sted på Alexanderplatz i Berlin med omkring en million deltagere. Demonstrationen blev sendt direkte i fjernsynet. 7. november gik regeringen og politbureauet af.
9. november kl. 18:57 offentliggjorde Günter Schabowski på en direkteoverført international pressekonference, at nye rejsebestemmelser skulle gælde "med én gang" (ab sofort). Udrejser kunne finde sted ved alle grænseovergange mellem DDR og Vesttyskland/Vestberlin. Dette førte til, at tusinder begav sig til grænseovergangene. De uforberedte grænsevagter åbnede grænserne, først under kontrollerede former, men på grund af det voldsomme pres sluttede al kontrol snart. Dagen efter besøgte flere millioner DDR-borgere nabobyer i Vesttyskland og den vestlige del af Berlin. Der kom voldsomme glædesscener, hvor fremmede mennesker omfavnede hinanden, sang, dansede og jublede.
Den vesttyske kansler, Helmut Kohl, afbrød et statsbesøg i Warszawa og talte om aftenen 10. november foran Rathaus Schöneberg i Vestberlin. SPDs æresformand Willy Brandt ytrede dér det berømte: "nu vokser det sammen, som hører sammen". Samme aften fandt der en ny massedemonstration sted foran Europacenteret i Vestberlin, hvor Kohl blev begejstret modtaget af 150.000 mennesker.

## På vejen mod genforeningen

### Videre udvikling i DDR og Vesttyskland
13. november blev Hans Modrow valgt til DDRs statsminister af Folkekammeret. Kort efter erklærede Gorbatjov, at tysk genforening var et indre tysk anliggende.
Allerede 28. november 1989 præsenterede Kohl i Forbundsdagen et ti-punktsprogram for en konføderation mellem DDR og Vesttyskland, som skulle ende med en fuldstændig genforening og integration i en europæisk samlingsproces.
I begyndelsen af december blev SED`s "førerrolle" strøget fra forfatningen i DDR, og der blev indledt efterforskning af tidligere SED-funktionærer, bl.a. Erich Honecker. Egon Krenz trådte tilbage fra alle politiske hverv og blev efterfulgt af Manfred Gerlach. 7. december kom der "rundbordssamtaler" mellem de tidligere blokpartier og oppositionsgrupper. To dage senere blev den reformorienterede Gregor Gysi ny partiformand i SED.
I januar 1990 ændrede slagordet under mandagsdemonstrationerne sig fra Wir sind das Volk (vi er folket) til Wir sind ein Volk (vi er et folk) og Deutschland einig Vaterland. 15. januar stormede demonstranter Stasis hovedkvarter i Østberlin.

### Folkekammervalget (marts 1990), Lothar de Maizière bliver ny statsminister
Den 18. marts blev det første frie Volkskammer i DDR valgt. Den borgerlige Allianz für Deutschland, bestående af CDU, DSU og Demokratischer Aufbruch, fik et stort flertal. Allianz für Deutschland blev aktivt støttet af Helmut Kohl i valgkampen. Sammen med SPD kunne koalitionen 12. april danne en ny regering med øst-CDU`s indtil da ukendte leder Lothar de Maizière som statsminister i DDR. Maizières regering gik ind for en hurtig tysk genforening. 5. april blev CDU-politikeren Sabine Bergmann-Pohl valgt til præsident for Folkekammeret og dermed sidste statsoverhoved i DDR.

### Maizière-Kohl-traktaten om valutaunion
Forhandlingerne mellem Maizière-regeringen og Kohl-regeringen fra marts 1990 førte i første omgang til underskrivelsen af en traktat om en nærings-, valuta- og socialunion den 18. maj 1990. 1. juli trådte unionen i kraft, og Deutsche Mark blev officiel valuta i DDR. Samme dag lovede Kohl i en berømt fjernsynstale "blomstrende landskaber" i DDR.
I midten af juli blev Treuhandanstalt grundlagt. Dens opgave var at afhænde al Volkseigener Betrieb.

### Genforeningstraktaten
31. august 1990 blev genforeningstraktaten underskrevet, og 18. september blev den suppleret med en traktat zur Durchführung und Auslegung. Her blev alle aspekter ved genforeningen af DDR og Vesttyskland fastlagt.
Traktaten bestemte at
- DDR skulle blive en del af Forbundsrepublikken Tyskland, og Forbundsrepublikken Tysklands grundlov skulle gælde for hele det tyske folk.
- 3. oktober 1990 skulle genforeningen finde sted, og i løbet af to år skulle der gennemføres forfatningsændringer i Forbundsrepublikken Tyskland som konsekvens af dette.
- Stemmefordelingen i det tyske Forbundsrådet skulle ændres.
- Folkekammeret skulle sende 144 delegater til Forbundsdagen, før der kunne gennemføres et nyt fællestysk valg.
- Stasis dokumenter skulle forblive i det tidligere DDR.
- Berlin skulle være hovedstaden i Forbundsrepublikken Tyskland.
- I en overgangstid skulle afvigelser fra grundloven være mulig i det tidligere DDR.

20. september vedtog både Folkekammeret og Forbundsdagen traktaten om genforening. I Folkekammeret stemte 299 af 380 medlemmer for traktaten, i Forbundsdagen stemte 442 af 492 for traktaten. I Forbundsrådet blev traktaten enstemmigt vedtaget.

### Samtaler med de tidligere besættelsesmagter
Samtidig med den indretyske udvikling arbejdede den føderale regering for at opnå accept áf genforeningen hos andre stater, særligt de fire tidligere besættelsesmagter som stadig havde beholdt visse rettigheder.
14. februar 1990 mødtes udenrigsministrene fra Vesttyskland og DDR med udenrigsministrene fra USA, Sovjetunionen, Storbritannien og Frankrig for at diskutere ydre aspekter ved genforeningen. Specielt blev Tysklands østgrænse diskuteret. Den tyske regering havde til da forbeholdt sig retten til at holde spørgsmålet åbent. Senest i sin ti-punktsplan for genforening havde Kohl ladt spørgsmålet være åbent. Sejrsmagterne forlangte imidlertid en formel anerkendelse af denne grænse. Til betydelige protester indenfor sit eget parti valgte Kohl modvilligt at indgå den tysk-polske grænsetraktat, som anerkendte Polens anneksion af østlige dele af Tyskland.
Under et besøg hos Gorbatjov i Kaukasus klarede Kohl og hans udenrigsminister Hans-Dietrich Genscher at opnå, at Sovjetunionen gav afkald på alle rettigheder over for Tyskland. Dermed kunne det nye Tyskland selv bestemme over spørgsmål som alliancetilhørighed og dermed opfylde USA's ønske om fortsat NATO-tilknytning for det genforenede Tyskland. Dermed var spørgsmål, som stod i vejen for genforening, ryddet af vejen. 12. september indgik USA, Sovjetunionen, Storbritannien og Frankrig formelt en seperatfred med de to Tysklande, i "to plus fire-samtalerne". Hermed var de internationale forhindringer for en genforening ryddet af vejen.

### Genforeningen (3. oktober 1990)
Den 3. oktober 1990 blev DDRs territorium genforenet med Forbundsrepublikken Tyskland, og DDR ophørte dermed at eksistere. "Tag der Deutschen Einheit" (dagen for tysk enhed) blev efter forslag fra Helmut Kohl gjort til ny nationaldag og afløste da 17. juni, dagen for opstanden mod okkupationen i DDR.

## Efter genforeningen
Efter genforeningen blev delstaterne Brandenburg, Mecklenburg-Vorpommern, Sachsen, Sachsen-Anhalt og Thüringen grundlagt på ny. Den genforenede by Berlin blev en egen delstat og ny hovedstad i Tyskland.

### Økonomisk udvikling
Virksomhederne i DDR var på grund af forældet teknologi ikke konkurrencedygtige i et vestligt samfund. I tillæg var det vigtigste marked for disse virksomheder den tidligere østblok. Da østblokken faldt sammen forsvandt markedet for DDR-erhvervslivet.
Vekslingskursen på 1:1, den såkaldte "folkegave", førte til, at omkostningerne for arbejdskraft i det tidligere DDR blev forholdsmæssig meget høje, og nye arbejdspladser opstod derfor langsomt.
Næringsbyggerne i DDR var også stærkt nedslidte og utidssvarende. Strukturændringerne førte til, at storvirksomhederne blev opløst og delt i små og middelstore virksomheder, og mange virksomheder blev nedlagt. Vesttyske selskaber var ikke interesserede i at overtage og videredrive selskaber i det tidligere DDR. Ofte blev DDR-selskaber købt billigt og nedlagt for at udradere en potentiel konkurrent. Nedlæggelsen af arbejdspladser var meget omfattende.
DDR-erhvervlivets sammenbrud førte til en migrationsproces af historiske dimensioner. Blot i tiden før 1991 forlod to millioner tidligere DDR-borgere hjemmet for at søge arbejde i Vesttyskland.
Genforeningen både var og er for den tyske stat en stor økonomisk belastning. Estimater strækker sig fra 250 milliarder euro i direkte overføringer til 1,25 billioner euro totalt.
Økonomer peger specielt på lønudviklingen i det tidligere DDR som grund til den langsomme økonomiske udvikling. Gennem at vesttyske fagforeninger og arbejdsgiverforeninger forhandler om lønnen også i det tidligere DDR, stiger lønnen hurtigere end produktiviteten, noget som svækker konkurrencedygtigheden for den eksisterende industri og fører til, at vesttyske og udenlandske virksomheder ikke investerer i det tidligere DDR.

### Indre enhed
Selv efter genforeningen bliver der peget på, at det stadig eksisterer en "mur i hovedet" på mange mennesker. Øst-vest-tænkning er stadig udbredt, og en del indbyggere i det tidligere DDR, ofte tidligere kommunister og statsansatte, som mistede deres job i forbindelse med demokratiseringen, hævder ofte at blive set på som andenrangsborgere.

### Udslettelse af spor af DDR, strafforfølgelse af DDR-ledere
Efter genforeningen er spor af DDR blevet fjernet i mange sammenhænge. Gader og byer er blevet omdøbt, bygninger revet ned og tidligere kommunistiske DDR-ledere og højere tjenestemænd stillet for retten.

## Eksterne links
- Tysk historie (tysk)